# Corredor biológico mesoamericano
El Corredor Biológico Mesoamericano (CBM) es una región que conecta áreas naturales de Belice, Guatemala, El Salvador, Honduras, Nicaragua, Costa Rica, Panamá y algunos estados del sur de México. El área actúa como un puente terrestre natural desde América del Sur hasta América del Norte, lo cual es importante para las especies que usan el puente en la migración. Debido a los extensos tipos de hábitat únicos, Mesoamérica contiene entre 7 y 10% de las especies conocidas del mundo.
El corredor se propuso originalmente en la década de 1990 para facilitar los movimientos de animales a lo largo de las Américas sin interferir con el desarrollo humano y el uso de la tierra, al tiempo que se promueve la sostenibilidad ecológica. El corredor biológico mesoamericano se compone de cuatro partes: zonas centrales, zonas de amortiguamiento, zonas de corredor y zonas de uso múltiple, cada una con disponibilidad variable para uso humano. 

## Antecedentes
Con la creciente conversión de los ecosistemas tropicales naturales en granjas agrícolas y para otro uso humano, surgió una preocupación creciente por la conservación de las especies locales. Mesoamérica es uno de los muchos puntos críticos de biodiversidad, donde la amenaza de extinción de especies es significativa. Esta área es el tercer punto de acceso a la biodiversidad más grande del mundo. Los esfuerzos para proteger los organismos en la región son insuficientes, ya que muchos de estos sitios son "pequeños, fragmentados, aislados o están mal protegidos". 
A fines de la década de 1980, Archie Carr III imaginó una forma de proteger la vida silvestre nativa y amenazada de la región mediante la conexión de parches fragmentados de hábitat, creando zonas de amortiguamiento para permitir diferentes niveles de uso de la tierra cerca de áreas protegidas. El corredor que finalmente surgió, originalmente llamado Paseo Pantera (español para Path of the Panther), sigue la costa atlántica. 

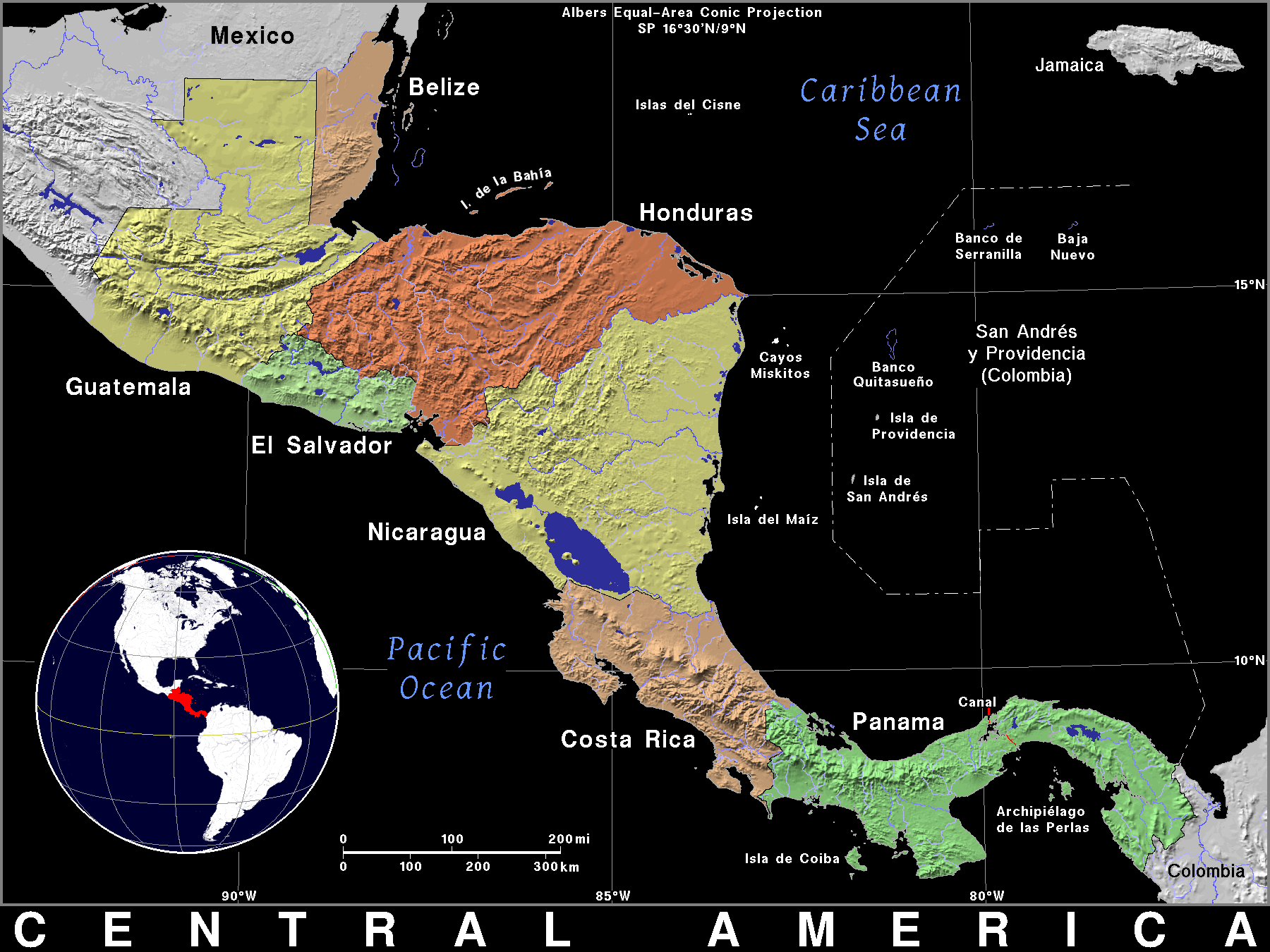
Un mapa topográfico de la región que abarca el Corredor Biológico Mesoamericano, a lo largo de la costa atlántica, y las cadenas montañosas centroamericanas, a lo largo de la costa del Pacífico.

El CBM comenzó a fines de la década de 1990, con fondos del Banco Mundial para promover la conservación de la vida silvestre, particularmente especies endémicas, amenazadas y en peligro de extinción, y para promover formas de usar la tierra de manera sostenible. Fue desarrollado por un equipo de biólogos de la Universidad de Florida y la Comisión Centroamericana de Medio Ambiente y Desarrollo (CCAD), y fue reasignado por CCAD, el Programa de las Naciones Unidas para el Desarrollo (PNUD) y el Fondo para el Medio Ambiente Mundial (FMAM) por razones políticas. La Agencia de los Estados Unidos para el Desarrollo Internacional (USAID) invirtió $4 millones en el corredor de 1990 a 1995. En 1992, todos los países que forman parte del Corredor Biológico Mesoamericano se unieron al Sistema Centroamericano de Áreas Protegidas (SICAP), que permite a cada país "mantener sus propios ministerios del medio ambiente". El proyecto del corredor ha tenido éxito al proporcionar hábitat de vida silvestre; sin embargo, la biota regional siguió amenazada debido a las áreas fragmentadas y la "desigualdad del sistema de áreas protegidas de la región". 

## Ecosistemas
El Corredor Biológico Mesoamericano incorpora múltiples biomas diversos y limita con el Mar Caribe al este y el Océano Pacífico al oeste. Dividiendo el corredor por la mitad está la Cordillera de Guatemala, que incluye volcanes activos. Estas fuerzas ambientales crean cuatro biomas terrestres y 19 ecorregiones terrestres. Los biomas incluyen bosques tropicales secos de hoja ancha, bosques tropicales húmedos de hoja ancha, tierras de arbustos xéricos y bosques tropicales de coníferas.

## Uso del suelo
Según datos de 2003, aproximadamente el 57% del corredor biológico mesoamericano es vegetación natural, y el resto de la tierra se utiliza principalmente para la producción de ganado y cultivos. Los principales cultivos producidos en el CBM incluyen caña de azúcar, maíz, café y frijoles. Dado que la producción agrícola es una parte tan importante de todas las economías de las naciones, se hace mucho hincapié en la adopción de prácticas agrícolas sostenibles.
El corredor biológico mesoamericano se compone de cuatro partes: zonas centrales, zonas de amortiguamiento, zonas de corredor y zonas de uso múltiple, cada una con disponibilidad variable para uso humano. Las zonas básicas son áreas protegidas cuyo propósito es promover y mantener la biodiversidad en las áreas para mantener los servicios del ecosistema para la población local. Las zonas de amortiguamiento incluyen las áreas que rodean las zonas núcleo protegidas, que se componen principalmente de tierra salvaje. Las rutas entre zonas se etiquetan como zonas de corredor (o conectividad). Estas zonas conectan los pasos de agua y tierra, permitiendo el movimiento de plantas y animales por todo el corredor. Finalmente, las zonas de usos múltiples, separan las tierras silvestres y protegidas de las tierras utilizadas para la silvicultura, la agricultura y las áreas de impacto humano directo. "Alrededor del 10.7% de Mesoamérica está actualmente bajo alguna categoría de protección para la conservación de la biodiversidad".

## Esfuerzos de conservación
El Corredor Biológico Mesoamericano es un programa que "integra áreas de protección en un área de conservación única y funcional". Su objetivo es promover "la conectividad a escala regional de las áreas protegidas con el desarrollo sostenible y la mejora de los medios de vida humanos". El propósito del corredor es enfatizar el movimiento de conservación como un esfuerzo social y grupal. Un problema con los esfuerzos de conservación surge de la discontinuidad del gobierno y la política en todo el corredor; las áreas a menudo están fragmentadas y hasta el 40% de las áreas protegidas no se aplican porque cruza las barreras de las naciones.  El rápido aumento en el crecimiento de la población humana afecta negativamente la conservación. Aunque este crecimiento se ha combinado con una rápida urbanización, la mayoría de la población del CBM aún reside en áreas rurales y "depende directamente de los recursos biológicos para su subsistencia". Esta dependencia ha llevado a una explotación que es difícil de cuantificar y regular por los gobiernos de las naciones y los grupos de conservación. 
A partir de 2010, el SICAP (Sistema Centroamericano de Áreas Protegidas) abarca 669 áreas protegidas que suman un total de 124,250 kilómetros cuadrados. Sin embargo, los esfuerzos de conservación se ven obstaculizados e impactados negativamente por la fragmentación de las parcelas de tierra y las diferencias y tensiones políticas internacionales. La mayoría de las áreas protegidas tienen aproximadamente 18,400 hectáreas, mientras que solo 18 áreas excedieron los 1,000 kilómetros cuadrados. Actualmente, la mayoría de los esfuerzos de conservación son para promover el desarrollo sostenible y mitigar el daño causado a la zona por la deforestación. La deforestación en el Corredor Biológico Mesoamericano alcanzó su punto máximo entre los años 1970 y 1990. La plantación de árboles nativos es el método principal para restaurar los ecosistemas después de la deforestación. 

## Beneficios
Debido a que el corredor se ha desarrollado recientemente, no se han realizado estudios que aborden específicamente los beneficios. Los estudios futuros deben completarse para examinar las diferencias en las poblaciones de animales antes del corredor y después de la implementación. 

## Controversia
Cuando el Corredor Biológico Mesoamericano estaba en proceso de planificación, faltaban propuestas de funciones formales. Las partes interesadas no tenían una idea clara de cuáles eran las funciones exactas del CBM, lo que provocó enojo y un aumento en el tiempo necesario para implementar el corredor. El CBM fue concebido originalmente como una forma de proteger la vida silvestre amenazada y en peligro mediante la conexión de fragmentos de hábitats y la formación de zonas de amortiguamiento para limitar el uso de la tierra por parte de los humanos. Sin embargo, muchas de las partes interesadas querían incluir problemas comunes de medios de vida tales como contaminación, agua y saneamiento, contaminación por pesticidas, adquisición de leña, enfermedades zoonóticas e infecciosas. Finalmente se decidió que los objetivos principales del corredor serían facilitar los movimientos de animales a lo largo de las Américas sin interferir con el desarrollo humano y el uso de la tierra, al tiempo que se promueve la sostenibilidad ecológica. Los pueblos indígenas apenas participaron en estas decisiones y los límites de la zona se hicieron sin su aporte. Esta falta de aportes generó desconfianza y tensión entre las comunidades y quienes implementaron el corredor.
En un esfuerzo por promover la sostenibilidad ecológica, se les paga a los propietarios por diversos servicios ambientales para motivar la reforestación en sus tierras. Un problema importante con estos programas es que la mayoría de los pequeños propietarios no tienen títulos de propiedad de la tierra. Estos pequeños terratenientes recibieron parcelas para cultivar cuando trabajaban en granjas más grandes o muchos eran migrantes desplazados que se establecieron en tierras no reclamadas. Como no tienen documentación legal sobre la propiedad de la tierra, no pueden solicitar muchos de los incentivos correctos para el uso de la tierra, por lo que se da poca consideración a los efectos a largo plazo en la tierra. Otro problema es que los programas no diferencian entre propietarios de tierras a pequeña y gran escala. En un esfuerzo por reducir las emisiones de carbono, el CBM ofrece incentivos para los sumideros de carbono. Los terratenientes a gran escala se han aprovechado de estos sistemas plantando palmas africanas en sus tierras. Estas plantas les proporcionan más créditos de carbono, mientras que un pequeño terrateniente que mantiene el bosque nativo recibirá poco o ningún crédito de carbono.